# Steinkreuz bei Haag

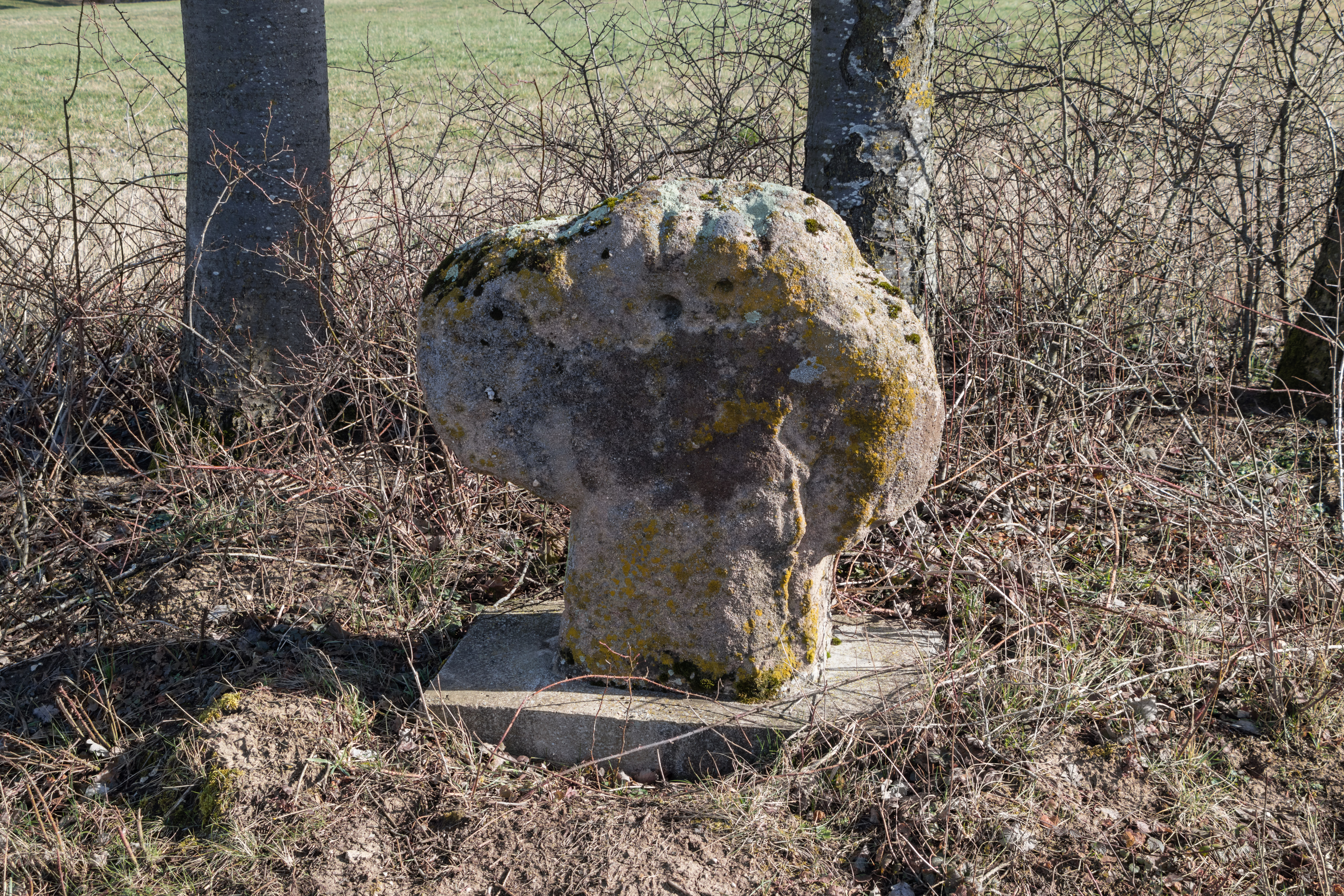
Steinkreuz bei Haag

Das Steinkreuz bei Haag ist ein historisches Flurdenkmal bei Haag, einem Gemeindeteil der mittelfränkischen Stadt Heideck in Bayern.
Das unförmige Steinkreuz besteht aus Sandstein, ist stark verwittert, hat die Abmessungen 90 × 88 × 28 cm und steht auf einem Betonsockel. Der rechte Arm ist zum Teil abgebrochen. Im Kreuzungsfeld befinden sich einige Löcher, die auch Näpfchen sein könnten. Das Kreuz ist mutmaßlich versetzt worden. In historischen Karten stand es weiter westlich (49° 6′ 47,92″ N, 11° 4′ 55,09″ O).

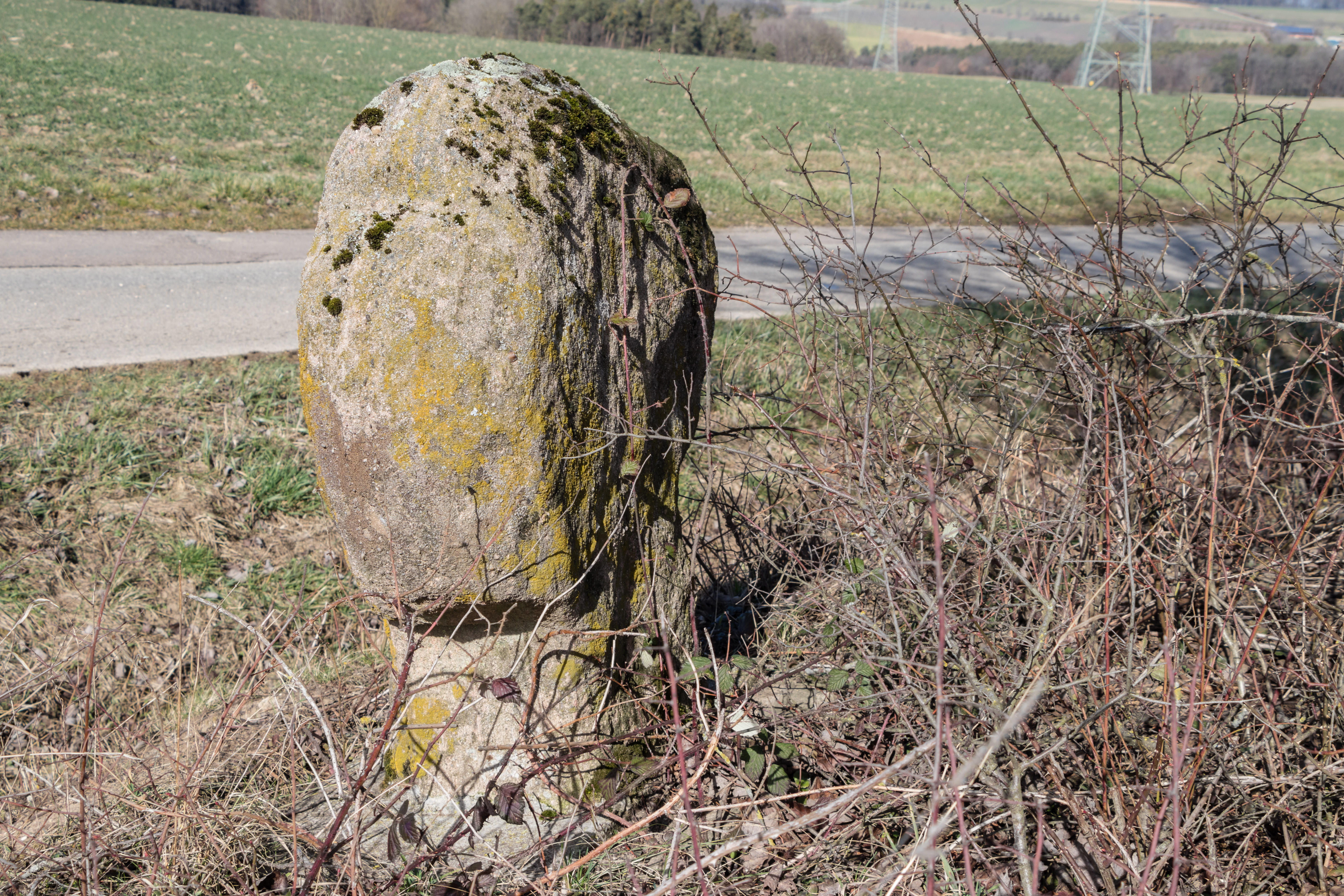
Perspektive

Das Kleindenkmal steht an der sogenannten Heerstraße, die am Nordrand des Schlossbergs von Haag nach Heideck führte. In Liebenstadt nennt man die Heerstraße mundartlich auch „Hiierstraße“. Wann genau dieses Sühnekreuz aufgestellt wurde, ist nicht überliefert. Die Aufstellung erfolgte mutmaßlich im 17. Jahrhundert. Der Name Schwedenkreuz legt nahe, dass es bereits zu Zeiten des Dreißigjährigen Krieges (1618–1648) hier stand. In der Galgemaier Karte (evangelischer Pfarrer, Kartograph, Astronom in Laibstadt bis 1603), der wohl ältesten, um 1600 handgemalten Karte vom Gebiet Laibstadt/Haag/Heideck, ist kein Steinkreuz eingezeichnet. Lokal wird berichtet, dass an dieser Stelle eine Frau erfroren sein soll.